# Elkalyce cogina
Elkalyce cogina is een vlinder uit de familie van de Lycaenidae. De wetenschappelijke naam van de soort is voor het eerst gepubliceerd in 1902 door William Schaus.
De soort komt voor in Brazilië.